# گاکو هامادا
گاکو هامادا (انگلیسی: Gaku Hamada؛ زادهٔ ۲۸ ژوئن ۱۹۸۸) هنرپیشه، و بازیگر خردسال اهل ژاپن است.
از فیلم‌ها یا برنامه‌های تلویزیونی که وی در آن نقش داشته‌است می‌توان به خلبان ابدی اشاره کرد.